# Олененко, Юрий Александрович
Юрий Александрович Олененко (укр. Юрій Олександрович Олененко; 14 октября 1934, Згуровка, Киевская область, Украинская ССР, СССР — 15 июня 2010, Киев) — украинский организатор кинопроизводства, министр культуры УССР, председатель комитета по делам национальностей при Кабинете Министров Украины, чрезвычайный и полномочный посол Украины в Эстонии (1993—1999), депутат Верховного Совета УССР 10—11-го созывов. Член Ревизионной Комиссии КПУ в 1981—1986 годах. Председатель Ревизионной Комиссии КПУ в 1984—1986 годах. Член ЦК КПУ в 1986—1990 годах.

## Биография
Родился 14 октября 1934 года в пгт Згуровке Киевской области в семье бухгалтера.
Трудовую деятельность начал в 1953 году электросварщиком на Киевском судоремонтно-судостроительном заводе. Служил в Советской Армии.
В 1964 году окончил актёрский факультет Киевского государственного института театрального искусства имени Карпенко-Карого.
В 1964-1968 годах выступал на сцене Харьковского академического украинского драматического театра имени Т. Г. Шевченко.
В 1968—1975 годах — старший преподаватель актёрского мастерства, декан кинофакультета Киевского государственного института театрального искусства им. И. К. Карпенко-Карого.
Член КПСС с 1971 года.
В 1975—1976 годах работал начальником отдела театров и заместителем начальника Главного управления театров и музыкальных заведений Министерства культуры РСФСР.
В 1976—1977 годах — заведующий сектором театров и музыкального искусства отдела культуры ЦК КПУ.
В 1977—1979 годах — заместитель заведующего отделом культуры ЦК КПУ.
С 10 декабря 1979 по 13 сентября 1983 года — председатель Государственного комитета УССР по кинематографии.
С 13 сентября 1983 по 7 июля 1991 года — Министр культуры Украинской ССР.
В 1990—1993 годах — председатель Комитета по делам национальностей при Кабинете Министров Украины.
С 30 июля 1993 по 22 июня 1999 года — чрезвычайный и полномочный посол Украины в Эстонии.
Являлся членом Национального Союза кинематографистов Украины . Заслуженный деятель искусств Украины.
Скончался 15 июня 2010 года. Похоронен на Байковом кладбище.

## Награды
Награждён орденом Дружбы народов, эстонским орденом Креста земли Марии I степени (1999), медалями .